# LG-Nortel
LG-Ericsson (précédemment LG-Nortel) est une entreprise commune du groupe suédois Ericsson et du groupe sud-coréen LG Electronics. Créée en novembre 2005, elle associe les activités de conception d'équipements de télécommunications de LG aux activités de distribution, de marketing et de services du canadien Nortel. L'entreprise, qui compte environ 1 500 salariés, conçoit et commercialise des solutions perfectionnées pour les réseaux de télécommunications des opérateurs et des entreprises en Corée et à l’échelle internationale. Le 29 juin 2010, Ericsson rachète les parts de Nortel, puis 50 % des parts de LG le 22 mars 2012 et donc possède 75 % de l'entreprise.

## Principaux produits
- La société a développé une gamme de téléphones IP (MGCP / SIP / H.323), sans fil et des postes avancés comme par exemple des visiophones (SIP) compatibles avec diverses solutions de ToIP et IP Centrex du marché destinés aux entreprises et aux opérateurs.
- Le 14 mai 2007, la société a présenté[1] trois nouveaux produits pour les utilisateurs des services de communications unifiées compatibles avec Microsoft Office Communications Server 2007 et Microsoft Office Communicator 2007. Par exemple, le terminal LG-Nortel IP Phone 8540 a pour particularités d’embarquer le système d’exploitation Windows CE et le logiciel Microsoft Office Communicator 2007. Il intègre également un lecteur biométrique pour la sécurité. L'utilisateur peut à tout instant consulter son agenda Outlook, ses mails ou l’état de présence de ses interlocuteurs sur ce téléphone[2].
- La société a développé également une gamme de PABX IP hybrides, baptisés Aria Soho, pour le marché des TPE / PME.
- Accès large bande optique (ex. WDM-PON)
- Setop-box et access gateways Voix sur IP
- Accès et cœur de réseau mobile WiBro, WiMax, CDMA, IP Multimedia Subsystem...

## Composition de l'actionnariat
Nortel a versé 145 millions de dollars pour 50 % du capital plus une action, LG Electronics prenant le solde.

## Sources
1. ↑  Communiqué de Nortel du 14/05/2007 ”LG-Nortel Eases Path to Unified Communications with Innovative UC Devices Optimized for Microsoft Office Communications Server 2007” « Copie archivée » (version du 29 septembre 2007 sur Internet Archive)
2. ↑  Journal "Réseaux & Télécom" du 05/06/2007 "Alliance ICA : ça prend forme"
3. ↑  Journal ”Les Echos” du 18/08/2005 ”Nortel et LG créent leur filiale commune”